# Paul Martens
Paul Martens (Rostock, Alemanha, 26 de outubro de 1983) é um ciclista profissional alemão, membro da equipa neerlandês a Team Jumbo-Visma.

## Biografia
Em 2005, graças ao seu título de campeão da Alemanha amador em contrarrelógio, alinha pela equipa alemã T-Mobile. No entanto não assina o seu primeiro contrato profissional com a equipa alemã, mas o faz com a equipa Skil-Shimano em 2006.
Ganha as suas primeiras duas vitórias como profissional no seu primeiro ano. Ainda que só consegue uma vitória em 2007 na Ster Elektrotoer foi o melhor corredor da sua equipa nas corridas por etapas: Ster Elektrotoer (2.º) Tour do Luxemburgo (4.º), Volta a Renania-Palatinado (5.º), e Eneco Tour (9.º). Estes bons resultados permitiram-lhe unir à equipa Rabobank em 2008.

## Palmarés
- 2006
  - 1 etapa da Tour do Luxemburgo
  - Giro de Münsterland

- 2007
  - 1 etapa da Ster Elektrotoer

- 2010
  - Grande Prêmio da Valônia

- 2012
  - 1 etapa da Volta a Burgos

- 2013
  - 1 etapa da Volta ao Algarve
  - Tour do Luxemburgo

- 2014
  - 1 etapa da Volta à Bélgica

## Resultados em Grandes Voltas e Campeonatos do Mundo
| Corrida            | Corrida            | 2006 | 2007 | 2008 | 2009  | 2010 | 2011  | 2012 | 2013 | 2014 | 2015  | 2016 | 2017 | 2018 | 2019 | 2020 |
| ------------------ | ------------------ | ---- | ---- | ---- | ----- | ---- | ----- | ---- | ---- | ---- | ----- | ---- | ---- | ---- | ---- | ---- |
|                    | Giro d'Italia      | —    | —    | 78.º | —     | —    | —     | —    | 63.º | —    | —     | —    | —    | —    | 75.º | —    |
|                    | Tour de France     | —    | —    | —    | —     | —    | —     | —    | —    | —    | 80.º  | 98.º | 82.º | 81.º | —    | —    |
|                    | Volta a Espanha    | —    | —    | —    | Ab.   | —    | 119.º | —    | —    | 58.º | —     | —    | —    | —    | —    | —    |
| Mundial em Estrada | Mundial em Estrada | —    | —    | —    | 103.º | 25.º | —     | 37.º | 49.º | 63.º | 104.º | —    | 90.º | Ab.  | —    | 66.º |

—: não participa

Ab.: abandono

## Equipas
- Skil-Shimano (2006-2007)
- Rabobank/Blanco/Belkin/Lotto NL/Jumbo (2008-)
  - Rabobank (2008-2010)
  - Rabobank Cycling Team (2011-2012)
  - Blanco Pro Cycling (2013) [1]
  - Belkin-Pro Cycling Team (2013-2014)
  - Team Lotto NL-Jumbo (2015-2018)
  - Team Jumbo-Visma (2019-)